# Eigin Corona
Eigin Corona est une corona, formation géologique en forme de couronne, située sur la planète Vénus par -5° S et 175° E. Elle est localisée dans le quadrangle de Diana Chasma. Elle a été nommée en référence à Eigin, déesse celtique de la fertilité. 

## Géographie et géologie
Eigin Corona couvre une surface circulaire d'environ 200 km de diamètre. 